# Brazilië op het wereldkampioenschap voetbal 1930
Brazilië was een van de landen die deelnam aan het Wereldkampioenschap 1930 in Uruguay. Brazilië strandde reeds in de poule-fase.

## Kwalificatie
De teams werden uitgenodigd door de FIFA om aan het kampioenschap mee te doen. Zodoende was er geen kwalificatie nodig om mee te doen aan de eerste Wereldkampioenschap voetbal. Dit was het enige WK waarvoor de landen zich niet hoefden te kwalificeren.

## Selectie

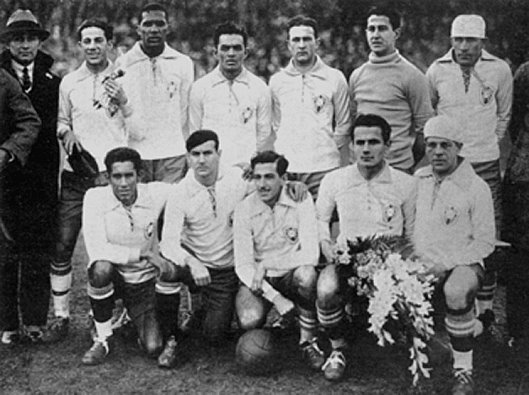
Braziliaanse elftal in 1930

| Naam                | Club                          | W |   |
| ------------------- | ----------------------------- | - | - |
| Keepers             |                               |   |   |
| Joel                | América FC                    | 1 | 0 |
| Velloso             | Fluminense FC                 | 1 | 0 |
| Verdedigers         |                               |   |   |
| Brilhante           | CR Vasco da Gama              | 0 | 0 |
| Itália              | CR Vasco da Gama              | 2 | 0 |
| Oscarino            | Ypiranga Niterói              | 1 | 0 |
| Zé Luiz             | São Cristóvão                 | 1 | 0 |
| Middenvelders       |                               |   |   |
| Benevenuto          | Clube de Regatas do Flamengo  | 0 | 0 |
| Faustos             | CR Vasco da Gama              | 2 | 0 |
| Fernando            | Fluminense FC                 | 2 | 0 |
| Fortes              | Fluminense FC                 | 0 | 0 |
| Hermógenes          | América FC                    | 2 | 0 |
| Ivan Mariz          | Fluminense FC                 | 0 | 0 |
| Pamplona            | Botafogo de Futebol e Regatas | 1 | 0 |
| Aanvallers          |                               |   |   |
| Araken              | Santos FC                     | 0 | 0 |
| Benedito            | Botafogo de Futebol e Regatas | 1 | 0 |
| Carvalho Leite      | Botafogo de Futebol e Regatas | 1 | 0 |
| Doca                | São Cristóvão                 | 0 | 0 |
| Manoelzinho         | Goytacaz Futebol Clube        | 0 | 0 |
| Moderato            | Clube de Regatas do Flamengo  | 1 | 2 |
| Nilo                | Botafogo de Futebol e Regatas | 1 | 0 |
| Poly                | Americano FC                  | 1 | 0 |
| Preguinho           | Fluminense FC                 | 2 | 3 |
| Russinho            | CR Vasco da Gama              | 1 | 0 |
| Teóphilo            | São Cristóvão                 | 1 | 0 |
| Bondscoach          |                               |   |   |
| Píndaro de Carvalho |                               |   |   |

## Wereldkampioenschap

### Groep B
| Team        | Pld | W | D | L | GF | GA | Pts |
| ----------- | --- | - | - | - | -- | -- | --- |
| Joegoslavië | 2   | 2 | 0 | 0 | 6  | 1  | 4   |
| Brazilië    | 2   | 1 | 0 | 1 | 5  | 2  | 2   |
| Bolivia     | 2   | 0 | 0 | 2 | 0  | 8  | 0   |

|                        |                      |           |               |                                                                                 |
| 14 juli 1930 12:45 uur | Joegoslavië          | 2 – 1     | Brazilië      | Estadio Parque Central, Montevideo Toeschouwers: ~20,000 Scheidsrechter: Tejada |
| 14 juli 1930 12:45 uur | Tirnanić 21' Bek 30' | (Verslag) | 62' Preguinho | Estadio Parque Central, Montevideo Toeschouwers: ~20,000 Scheidsrechter: Tejada |

|                        |                                    |           |         |                                                                             |
| 20 juli 1930 13:00 uur | Brazilië                           | 4 – 0     | Bolivia | Estadio Centenario, Montevideo Toeschouwers: ~12,000 Scheidsrechter: Balway |
| 20 juli 1930 13:00 uur | Moderato 37' 73' Preguinho 57' 83' | (Verslag) |         | Estadio Centenario, Montevideo Toeschouwers: ~12,000 Scheidsrechter: Balway |